# Jezioro Wukśniki
Jezioro Wukśniki este o arie protejată (sit de importanță comunitară — SCI) din Polonia întinsă pe o suprafață de 326,17 ha, integral pe uscat.

## Localizare
Centrul sitului Jezioro Wukśniki este situat la coordonatele 53°58′24″N 20°05′55″E / 53.9732°N 20.0987°E.

## Înființare
Situl Jezioro Wukśniki a fost declarat sit de importanță comunitară în octombrie 2009 pentru a proteja 3 specii de animale.

## Biodiversitate
Situată în ecoregiunea continentală, aria protejată conține 5 habitate naturale: Ape puternic oligomezotrofe cu vegetație bentonică cu Chara spp., Păduri de stejar sau de stejar și carpen sub-atlantice și medio-europene de Carpinion betuli, Păduri de stejar și carpen Galio-Carpinetum, Păduri aluvionare cu Alnus glutinosa și Fraxinus excelsior (Alno-Padion, Alnion incanae, Salicion albae), Păduri mixte riverane de Quercus robur, Ulmus laevis și Ulmus minor, Fraxinus excelsior sau Fraxinus angustifolia, de-a lungul marilor râuri (Ulmenion minoris).
La baza desemnării sitului se află mai multe specii protejate:
- nevertebrate (1): fluturele purpuriu (Lycaena dispar)
- pești (2): zvârluga (Cobitis taenia), boarță (Rhodeus amarus)